# Адельханов, Владислав Александрович
Владислав Александрович Адельханов (род. 7 марта 1970, Тбилиси, Грузия) — скрипач, педагог и писатель
.

## Биография
Родился и вырос в Тбилиси. Игре на скрипке начал учиться в семь лет, в районной музыкальной школе, в классе Давида Рейзнера. Школьником выступал как солист с Государственным Симфоническим оркестром Грузии, с концертами М. Бруха, А. Вивальди, Г. Венявского, В. А. Моцарта, Испанской симфонией Э. Лало.
В 1986—1989 — студент Мерзляковского училища, где его преподавательницей была Ольга Войтова. В августе 1987 представлял Советский Союз на международном музыкальном фестивале в г. Ньирбатор, Венгрия, как солист с Souvenir d’un lieu cher соч. 42 П. И. Чайковского, и как участник струнного квартета с произведениями С. В. Рахманинова и Н. И. Пейко. В ноябре 1987 — победитель конкурса на исполнение концерта Ф. Мендельсона в Колонном Зале Дома Союзов. В 1988—1989 — концертмейстер симфонического оркестра училища (дирижёр — Леонид Николаев).
Выпускник 1994 года Московской Консерватории, где занимался у Майи Глезаровой (класс скрипки) и Геннадия Черкасова (класс камерного ансамбля). В 1989—1991 как концертмейстер вторых скрипок камерного оркестра консерватории гастролировал в Голландии, Бельгии, Германии, Швейцарии, Австрии. В консерваторские годы руководил несколькими проектами аутентичного исполнения музыки эпохи барокко и эпохи классицизма по методам Аннера Билсма и Николауса Арнонкура.
В 1992 стал лауреатом 6-й премии Международного Конкурса Скрипачей им. Карла Нильсена в Дании. Получил приз за лучшее исполнение Вариаций для скрипки соло Пола Руддерса, написанных специально для конкурса.
В 1993-1994 работал в Московском Симфоническом Оркестре. В 1995-1996 — концертмейстер камерного оркестра Амадеус при Союзе Московских Композиторов.
В 1996 выигрывает конкурс в Праге для музыкантов из стран Восточной Европы, на единственную скрипичную стипендию и место на курсе Высшего Инструментального Обучения в Гилдхоллской Школе музыки и драмы. Курс проходит в классе Ифра Нимана.
В 1998-2000 — помощник концертмейстера оркестра Виртуозы Москвы. В 1999 выступает с сольными концертами в Лондоне, Солихалл, Глазго.
В январе 2000 в московском издательстве «Галактика» под именем Владислав Штейнберг вышла книга его стихов и прозы «Путешествия». В том же году принял приглашение на пост преподавателя скрипки и альта и дирижёра оркестра в школу Сэнт Леонардс, Сэнт Эндрюс, Шотландия.
В первой половине 2000-х выступает как солист с Симфоническим Оркестром Данди, Оркестром Эдинбургской Филармонии, Камератой Брихина, с концертами И. С. Баха, В. А. Моцарта, Л. ван Бетховена, П. И. Чайковского, Я. Сибелиуса, Д. Д. Шостаковича. Сотрудничает с дирижёрами Джиллиан Крейг, Ральфом Джемисоном, Стивеном Доути. Работает концертмейстером Ансамбля Хайзенберг (Heisenberg Ensemble), специализирующемся на произведениях инструментально-хоровой духовной музыки.
В декабре 2001 исполнил 24 каприса соч. 1 Н. Паганини в одном концерте в Сэнт Джонс Смит Сквеар, Лондон. В 2002—2003 гг. выступает с серией концертов музыки XX века, включая все скрипичные сонаты С. С. Прокофьева и Э. Изаи. Сотрудничает с пианистом Гилмором Маклеодом и виолончелистом Робертом Мейсоном. В сезоне 2004—2005 — концертмейстер Симфонического Оркестра Университета Сэнт Эндрюс.
В 2005—2010 живёт в Лондоне. Пишет книгу воспоминаний «Впечатления». Переводит на русский язык роман Э. М. Форстера «Хоуардс Энд» и роман В. Набокова «Настоящая жизнь Себастиана Найта». Проходит обучение и в 2009 получает сертификат по интегративной психотерапии в Регентском Университете Лондона.
В 2010—2014 живёт в Москве. Пишет книгу рассказов и стихов «Посещение».
В 2014 участвует в культурных мероприятиях, организованных обществом Шалом Болгария и Юго-Западным университетом «Неофит Рильский». Его рассказ 2011 года «Переводчик Сергей» удостаивается первой премии по итогам 2014 года в категории Проза международного русскоязычного литературного альманаха «Лексикон».

## Семья
Правнук композитора Семёна Штейнберга. Племянник правозащитника Эмиля Адельханова.